# Världsmästerskapen i simsport 1991
Världsmästerskapen i simsport 1991 var de 6:e världsmästerskapen i simsport och arrangerades i Perth, Australien mellan 3 januari och 13 januari 1991. Tävlingar i tävlingssimning, simhopp, öppet vatten-simning, vattenpolo och konstsim hölls.
Det här var de första mästerskapen som inkluderade tävlingar i öppet vatten-simning. Även simhopp från 1 meter för herrar och damer lades till på tävlingsprogrammet. 

## Medaljfördelning
| Place | Nation          | Guld | Silver | Brons | Totalt |
| ----- | --------------- | ---- | ------ | ----- | ------ |
| 1     | USA             | 17   | 11     | 6     | 34     |
| 2     | Kina            | 8    | 3      | 2     | 13     |
| 3     | Ungern          | 5    | 2      | 2     | 9      |
| 4     | Tyskland        | 4    | 9      | 9     | 22     |
| 5     | Australien      | 3    | 5      | 2     | 10     |
| 6     | Nederländerna   | 2    | 1      | 1     | 4      |
| 7     | Sovjetunionen   | 1    | 3      | 6     | 10     |
| 8     | Kanada          | 1    | 3      | 1     | 5      |
| 9     | Italien         | 1    | 2      | 4     | 7      |
| 10    | Spanien         | 1    | 1      | 1     | 3      |
| 11    | Surinam         | 1    | 0      | 0     | 1      |
| 11    | Jugoslavien     | 1    | 0      | 0     | 1      |
| 13    | Japan           | 0    | 2      | 3     | 5      |
| 14    | Frankrike       | 0    | 2      | 1     | 3      |
| 15    | Storbritannien  | 0    | 1      | 1     | 2      |
| 16    | Sverige         | 0    | 1      | 0     | 1      |
| 17    | Danmark         | 0    | 0      | 2     | 2      |
| 17    | Polen           | 0    | 0      | 2     | 2      |
| 19    | Tjeckoslovakien | 0    | 0      | 1     | 1      |
| Total | Total           | 45   | 46     | 44    | 135    |

## Resultat

### Konstsim[1]
| Gren         | Guld                                | Silver                           | Brons                            |
| Individuellt | Sylvie Fréchette Kanada             | Kristen Babb-Sprague USA         | Mikako Kotani Japan              |
| Par          | USA Karen Josephson Sarah Josephson | Japan Mikako Kotani Aki Takayama | Kanada Lisa Alexander Kathy Glen |
| Lag          | USA                                 | Kanada                           | Japan                            |

### Simhopp[2]

#### Herrar
| Gren | Guld                          | Silver           | Brons                            |
| 1m   | Edwin Jongejans Nederländerna | Mark Lenzi USA   | Wang Yijie Kina                  |
| 3m   | Kent Ferguson USA             | Tan Liangde Kina | Albin Killat Tyskland            |
| 10m  | Sun Shuwei Kina               | Xiong Ni Kina    | Georgiy Chogovadze Sovjetunionen |

#### Damer
| Gren | Guld            | Silver                         | Brons                              |
| 1m   | Gao Min Kina    | Wendy Lucero USA               | Heidemarie Bártová Tjeckoslovakien |
| 3m   | Gao Min Kina    | Irina Lasjko Sovjetunionen     | Brita Baldus Tyskland              |
| 10m  | Fu Mingxia Kina | Jelena Mirosjina Sovjetunionen | Wendy Lian Williams USA            |

### Simning[3]

#### Herrar
| Gren            | Guld                                                            | Silver                                                                               | Brons                                                                                 |
| 50 m frisim     | Tom Jager USA                                                   | Matt Biondi USA                                                                      | Gennadiy Prigoda Sovjetunionen                                                        |
| 100 m frisim    | Matt Biondi USA                                                 | Tommy Werner Sverige                                                                 | Giorgio Lamberti Italien                                                              |
| 200 m frisim    | Giorgio Lamberti Italien                                        | Steffen Zesner Tyskland                                                              | Artur Wojdat Polen                                                                    |
| 400 m frisim    | Jörg Hoffmann Tyskland                                          | Stefan Pfeiffer Tyskland                                                             | Artur Wojdat Polen                                                                    |
| 1500 m frisim   | Jörg Hoffmann Tyskland                                          | Kieren Perkins Australien                                                            | Stefan Pfeiffer Tyskland                                                              |
| 100 m ryggsim   | Jeff Rouse USA                                                  | Mark Tewksbury Kanada                                                                | Martin López Spanien                                                                  |
| 200 m ryggsim   | Martin López Spanien                                            | Stefano Battistelli Italien                                                          | Vladimir Selkov Sovjetunionen                                                         |
| 100 m bröstsim  | Norbert Rózsa Ungern                                            | Adrian Moorhouse Storbritannien                                                      | Gianni Minervini Italien                                                              |
| 200 m bröstsim  | Mike Barrowman USA                                              | Norbert Rózsa Ungern                                                                 | Nick Gillingham Storbritannien                                                        |
| 100 m fjärilsim | Anthony Nesty Surinam                                           | Michael Groß Tyskland                                                                | Vladislav Kulikov Sovjetunionen                                                       |
| 200 m fjärilsim | Melvin Stewart USA                                              | Michael Groß Tyskland                                                                | Tamás Darnyi Ungern                                                                   |
| 200 m medley    | Tamás Darnyi Ungern                                             | Eric Namesnik USA                                                                    | Christian Geßner Tyskland                                                             |
| 400 m medley    | Tamás Darnyi Ungern                                             | Eric Namesnik USA                                                                    | Stefano Battistelli Italien                                                           |
| 4×100 m frisim  | USA Tom Jager Brent Lang Doug Gjertsen Matt Biondi              | Tyskland Peter Sitt Dirk Richter Steffen Zesner Bengt Zikarsky                       | Sovjetunionen Gennadiy Prigoda Jurij Basjkatov Veniamin Tajanovitj Vladimir Tkasjenko |
| 4×200 m frisim  | Tyskland Peter Sitt Steffen Zesner Stefan Pfeiffer Michael Groß | USA Troy Dalbey Melvin Stewart Dan Jorgensen Doug Gjertsen                           | Italien Emanuele Idini Roberto Gleria Stefano Battistelli Giorgio Lamberti            |
| 4×100 m medley  | USA Jeff Rouse Eric Wunderlich Mark Henderson Matt Biondi       | Sovjetunionen Vladimir Sjemetov Dmitrij Volkov Vladislav Kulikov Veniamin Tajanovitj | Tyskland Frank Hoffmeister Christian Poswiat Michael Groß Dirk Richter                |

#### Damer
| Gren                 | Guld                                                                       | Silver                                                                    | Brons                                                                   |
| 50 m frisim          | Zhuang Yong Kina                                                           | Leigh Ann Fetter USA Catherine Plewinski Frankrike                        |                                                                         |
| 100 m frisim         | Nicole Haislett USA                                                        | Catherine Plewinski Frankrike                                             | Zhuang Yong Kina                                                        |
| 200 m frisim         | Hayley Lewis Australien                                                    | Janet Evans USA                                                           | Mette Jacobsen Danmark                                                  |
| 400 m frisim         | Janet Evans USA                                                            | Hayley Lewis Australien                                                   | Suzu Chiba Japan                                                        |
| 800 m frisim         | Janet Evans USA                                                            | Grit Müller Tyskland                                                      | Jana Henke Tyskland                                                     |
| 100 m ryggsim        | Krisztina Egerszegi Ungern                                                 | Tünde Szabó Ungern                                                        | Janie Wagstaff USA                                                      |
| 200 m ryggsim        | Krisztina Egerszegi Ungern                                                 | Dagmar Hase Tyskland                                                      | Janie Wagstaff USA                                                      |
| 100 m bröstsim       | Linley Frame Australien                                                    | Jana Dörries Tyskland                                                     | Jelena Volkova Sovjetunionen                                            |
| 200 m bröstsim       | Jelena Volkova Sovjetunionen                                               | Linley Frame Australien                                                   | Jana Dörries Tyskland                                                   |
| 100 m fjärilsim      | Hong Qian Kina                                                             | Wang Xiaohong Kina                                                        | Catherine Plewinski Frankrike                                           |
| 200 m fjärilsim      | Summer Sanders USA                                                         | Rie Shito Japan                                                           | Hayley Lewis Australien                                                 |
| 200 m medley         | Lin Li Kina                                                                | Summer Sanders USA                                                        | Daniela Hunger Tyskland                                                 |
| 400 m medley         | Lin Li Kina                                                                | Hayley Lewis Australien                                                   | Summer Sanders USA                                                      |
| 4×100 m frisim       | USA Nicole Haislett Julie Cooper Whitney Hedgepeth Jenny Thompson          | Tyskland Simone Osygus Kerstin Kielgaß Karen Seick Manuela Stellmach      | Nederländerna Mildred Muis Inge de Bruijn Marianne Muis Karin Brienesse |
| 4×200 m frisim       | Tyskland Kerstin Kielgaß Manuela Stellmach Dagmar Hase Stephanie Ortwig    | Nederländerna Marianne Muis Manon Masseurs Mildred Muis Karin Brienesse   | Danmark Gitta Jensen Berit Puggaard Annette Povlsen Mette Jacobsen      |
| 4×100 m medley relay | USA Janie Wagstaff Tracey McFarlane Crissy Ahmann-Leighton Nicole Haislett | Australien Nicole Livingstone Linley Frame Susie O'Neill Karen van Wirdum | Tyskland Svenja Schlicht Jana Dörries Susanne Müller Manuela Stellmach  |

### Vattenpolo[4]
| Turnering       | Guld          | Silver  | Brons  |
| Herrar detaljer | Jugoslavien   | Spanien | Ungern |
| Damer detaljer  | Nederländerna | Kanada  | USA    |

### Öppet vatten-simning[5]

#### Herrar
| Gren | Guld             | Silver                     | Brons                    |
| 25km | Chad Hundeby USA | Sergio Chariandini Italien | David O'Brien Australien |

#### Damer
| Gren | Guld                            | Silver          | Brons            |
| 25km | Shelley Taylor Smith Australien | Martha Jahn USA | Karen Burton USA |